# Darja
Darja je žensko osebno ime

## Različice imena
Darjana, Darjanka, Darjenka

## Izvor imena
Ime Darja eni terminologi povezujejo kot skrajšano obliko ruskega imena Dorofeja, oziroma slovenskega imena Doroteja. Drugi raziskovalci imen pa ga razlagajo kot možno izpeljavo iz imena Darija, ki je ženska oblika imena Darij.

## Pogostost imena
Po podatkih Statističnega urada Republike Slovenije je bilo na dan 31. decembra 2007 v Sloveniji število ženskih oseb z imenom Darja: 6.247. Med vsemi ženskimi imeni pa je ime Darja po pogostosti uporabe uvrščeno na 39. mesto.

## Osebni praznik
V koledarju Darja goduje skupaj z Dorotejo 12. marca.

## Znane osebe
Darja Kapš, Darja Lavtižar Bebler, Darja Švajger, Darja Zgonc